# مورچه
مور یا مورچه حشره‌ای اجتماعی است همانند زنبور عسل از راستهٔ نازک بالان که در میانه‌های دورهٔ کرتاسه یعنی حدود ۱۱۰ تا ۱۳۰ میلیون سال پیش تکامل یافته است. امروزه بیش از ۱۲٬۰۰۰ گونه مورچه طبقه‌بندی شده‌اند و حدس زده می‌شود این تعداد تا ۲۲٬۰۰۰ گونه نیز برسد. مورچه‌ها به راحتی از شاخک‌های آرنج دارشان، ساختار گره مانندشان، کمر باریک‌شان و حرکات موزون‌شان قابل شناسایی هستند. مورچه‌ها سه نوع خانه را برای خود انتخاب می‌کنند، مانند خانهٔ انسان، تپهٔ شنی یا خاکی و کلوخ. کلوخ به ترکیب شن و خاک می‌گویند که استحکام بیشتری در برابر باران و طوفان داشته باشد. بدن مورچه دارای سه قسمت اصلی است. سر، تنه (یا بخش میانی)، پشت یا متازوم (Metatasoma) و تمامی پاها (سه جفت) به قسمت تنه متصل می‌شوند.
مورچه‌ها برای ارتباط و بقا به‌شدت به شاخکهای حسی خود متکی هستند. این شاخکها، دو ساختار باریک هستند که ازسرشان و بالای چشم‌ها بیرون آمده و امتداد پیدا کرده‌اند و برای عملکردهای روزانه بسیار مهم هستند؛ مثلاً، وقتی مورچه‌ای یک منبع غذایی پیدا می‌کند که زیادی بزرگ است و نمی‌تواند یک‌نفره آن را حمل کند، آن محل را با ماده شیمیایی فرومون علامت‌گذاری می‌کند. رد این ماده شیمیایی مانند سیستم جی‌پی‌اس عمل می‌کند و دیگر اعضا کلونی را به سمت این منبع غذا هدایت می‌کند. اگر مورچه‌ها شاخک خود را از دست بدهند، توانایی جهت‌یابی، برقراری ارتباط و خبردار شدن از خطر را از دست خواهند داد. درمجموع، آنتن‌ها برای زندگی مورچه‌های حیاتی‌اند.
اندازهٔ اجتماع مورچه‌ها می‌تواند از چند ده مورچهٔ شکارچی در یک حفره تا چند میلیون مورچهٔ ساده و مورچهٔ نازای ماده و طبقه‌ای از کارگرها، سربازها و سایر گروه‌ها را در یک محدودهٔ جغرافیایی وسیع شامل شود. همچنین اجتماع مورچه‌ها شامل تعدادی نر دارای نطفه و همچنین یک یا چند ماده که توانایی بارور شدن دارند و ملکه نامیده می‌شوند، می‌شود. همچنین گاهی اجتماع مورچه‌ها یک ابرجامعه توصیف شده است، زیرا مورچه‌ها در آن با یکدیگر کار می‌کنند و از اجتماع خود دفاع می‌کنند.

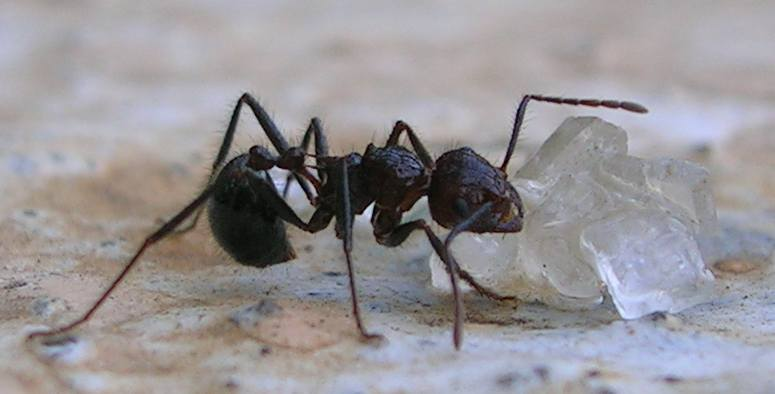
مورچه‌ای در حال مکیدن یک‌دانه شکر

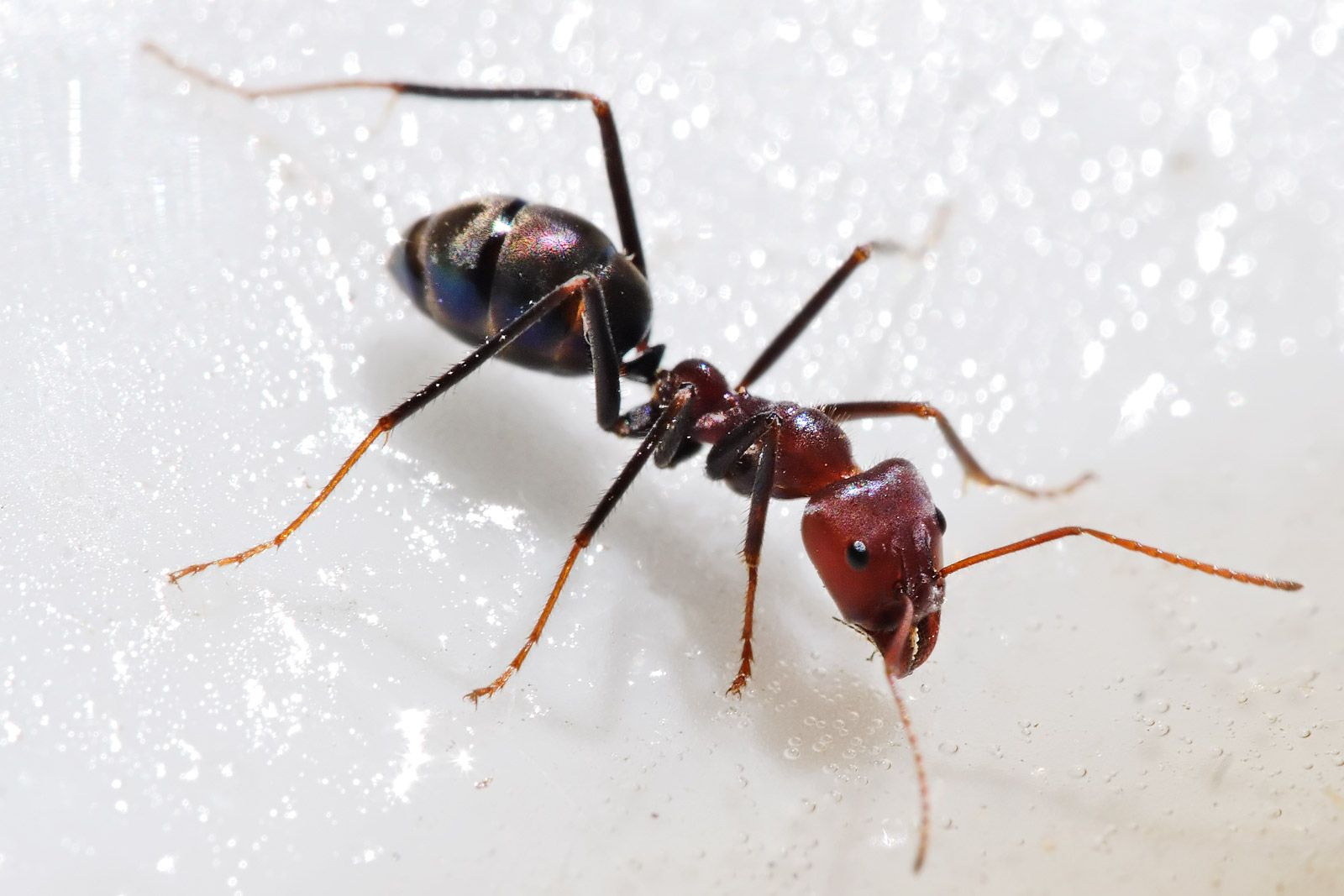
مورچهٔ سرخ

تقریباً تمام مناطق کرهٔ زمین به جز قطب شمال و قطب جنوب و مناطقی مانند جزایر دور افتاده و غیرقابل دسترسی، مورچه وجود دارد. مورچه به بیشتر محیط‌زیست‌های زمین چیره گشته است و در بیشتر محیط‌زیست‌ها توانایی زندگی دارد. این موجود ۱۵–۲۰٪ موجودات زندهٔ خشکی‌زی زمین را تشکیل می‌دهد. علت موفقیت آن‌ها به زندگی اجتماعی، توانایی بالای انطباق‌پذیری و توانایی تغییر دادن محیط زیست‌شان و بهره‌برداری از منابع و دفاع از یکدیگر برمی‌گردد. انواع مورچه‌ها به صورت‌های مختلفی مانند زندگی انگلی و برده‌داری، همزیستی مسالمت آمیز و … تکامل یافته‌اند.
جامعهٔ مورچه‌ها دارای سیستم تقسیم کار، ارتباط میان اشخاص و توانایی حل مشکلات پیچیده است. این تشابه با جوامع انسانی سال‌هاست که الهام‌بخش و موضوع مطالعات بوده است.
خیلی از تمدن‌های انسانی از مورچه‌ها در مراسم مذهبی، تغذیه و موارد پزشکی سود می‌جویند. برخی از گونه‌ها بخاطر نقشی که در کنترل زیستی آفت‌ها ایفا می‌کنند بسیار ارزشمند هستند، هرچند توانایی آن‌ها برای استفاده از منابع باعث تعارض آن‌ها با انسان‌ها شده است. آن‌ها می‌توانند به محصولات کشاورزی صدمه زده و وارد خانه‌ها شوند.
دانشمندان تخمین زدند اگر مورچه‌ها هم اندازهٔ انسان بودند، سرعت حرکت‌شان ۸۴ کیلومتر در ساعت بود؛ و همچنین مورچه‌ها می‌توانند ۱۰ برابر وزن خودشان جسم حمل کنند که اگر انسان این قدرت را داشت می‌توانست ۵۰۰ تا ۶۰۰ کیلوگرم را به راحتی بلند کند.
ملکه مورچه‌ها یعنی مورچه بالدار می‌تواند پرواز کند و دارای چهار بال است. مورچه بالدار می‌تواند با سرعت بالا پرواز کند و مسافت‌های زیادی را طی کند. مورچه بالدار نور را دوست دارد و جذب آن می‌شود. بال‌های مورچه بالدار مانند بال‌های زنبور قرمز است و بنابراین می‌تواند مانند زنبور قرمز با سرعت بالا پرواز کند. مورچه بالدار از مانند بقیهٔ مورچه‌ها از بیسکویت نان شکر و غیره تغذیه می‌کند. مورچه‌های بالدار، چیزی در ذهنشان نیست جز جفت‌گیری. مورچه‌های بالدار وقتی که درون تار عنکبوت گرفتار می‌شوند صبر می‌کنند تا عنکبوت به سمت آن‌ها بیاید اگر عنکبوت روی سر مورچه بالدار بپرد مورچه بالدار با گاز گرفتن عنکبوت را می‌کشد و خود مورچه بالدار بعد از مدتی درون تار عنکبوت می‌میرد و اگر شانس بیاورد خود را از تار عنکبوت خلاص می‌کند. و اگر عنکبوت روی جایی غیر از سر مورچه بالدار بپرد مورچه بالدار راه فرار ندارد و عنکبوت مورچه بالدار را می‌خورد.

## رفتار

### ارتباط

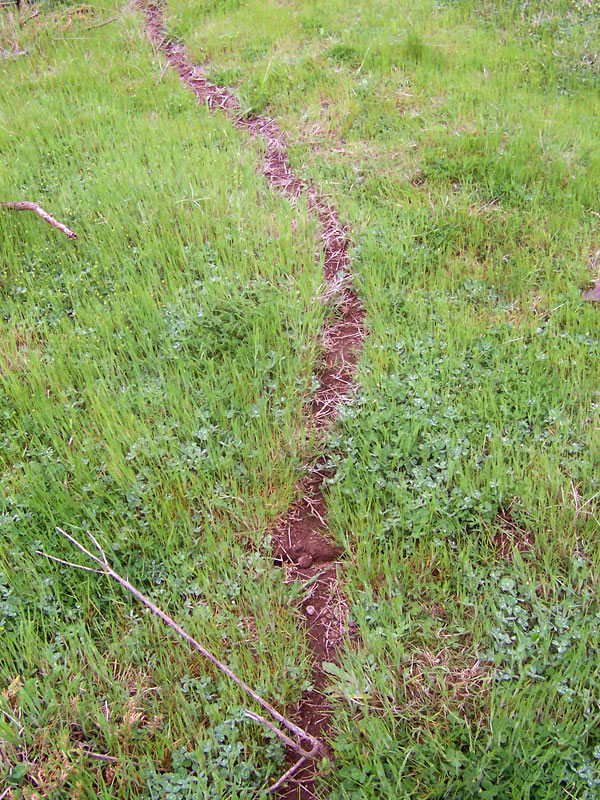
یک مسیر ایجاد شده توسط مورچه‌ها

مورچه‌ها برای برقراری ارتباط با یکدیگر از فرومون (pheromone) استفاده می‌کنند. این سیگنال‌های شیمیایی در مورچه‌ها نسبت به سایر نازک بالان تکامل یافته‌تر است. همانند سایر حشرات مورچه‌ها برای تشخیص بوی فرومون، از شاخکهای بلند و نازکِ متحرّک خود استفاده می‌کنند. مورچه به وسیلهٔ دو شاخک خود اطلاعاتِ لازم در مورد جهت و شدت بو را استخراج می‌کند. از آنجایی که اغلب مورچه‌ها در روی سطح زمین زندگی می‌کنند، از سطح خاک برای بر جا گذاشتن رد فرومون استفاده می‌کنند تا دیگر مورچه‌ها نیز بتوانند آن را دنبال کنند. در گونه‌هایی که به صورت گروهی کاوش می‌کنند مورچه‌ای که غذا پیدا می‌کند یک رَد فرومون در مسیر بازگشت به لانه برجای می‌گذارد و این مسیر به وسیلهٔ دیگر مورچه‌ها دنبال می‌شود، پس از بازگشتِ مورچه‌های دیگر با غذا، این مسیر تقویت می‌شود. هنگامی که منبع غذا تمام می‌شود، دیگر رَد جدیدی توسط مورچه‌ها، در مسیر بازگشت گذاشته نمی‌شود و بوی فرومون به آرامی محو می‌شود. این عمل باعث می‌شود که مورچه‌ها با تغییرات محیط خود را هماهنگ کنند. به‌طور مثال هنگامی که یک مسیر مشخص شده به سمت منبع غذایی توسط یک مانع سد می‌شود مورچه‌ها مسیر را رها می‌کنند تا مسیر جدیدی پیدا کنند. اگر مورچه‌ای موفق شود، رَد جدیدی بر جای می‌گذارد که شامل مسیر کوتاه تری به لانه می‌باشد. مسیرهای موفق به سمت منبع غذا به وسیلهٔ سایر مورچه‌ها دنبال می‌شوند و مسیرهای بهتر تقویت می‌شوند تا در نهایت بهترین مسیر پیدا شود.
مورچه‌ها از فرومون، تنها برای رَد یابی استفاده نمی‌کنند. هنگامی که یک مورچه آسیب می‌بیند از خود فرومونِ خطر ساطع می‌کند که باعث می‌شود مورچه‌های اطراف او در حالت تهاجمی قرار بگیرند و همچنین مورچه‌های بیشتری به آن منطقه جذب شوند. برخی از گونه‌های مورچه از فرومون خاصی به نام فرومونِ پروپاگاند استفاده می‌کنند که باعث می‌شود دشمنانشان دچار سردرگمی‌شوند و به یکدیگر حمله کنند. فرومون به وسیلهٔ ساختارهای زیادی تولید می‌شود که شامل غدد دوفور، غدد سمی و غده‌های موجود در روده، دُم، روده راست، استرنم و درشت نی می‌شوند. فرومون‌ها همچنین بین مورچه‌های لانه رد و بدل می‌شود این عمل به صورت ترکیب شدن فرومن با غذا و سپس انتقال دادن آن از طریق دهان مورچه‌ای به مورچه دیگر صورت می‌گیرد. این به مورچه‌ها کمک می‌کند که بفهمند چه وظیفه‌ای باید انجام دهند. (به‌طور مثال: جمع‌آوری آذوقه یا نگهداری از لانه). در بعضی از گونه‌ها مورچه‌هایی با سر و دهان بسیار بزرگ نسبت به سایر مورچه‌ها وجود دارد که وظیفه دارد تا طعمه را تکه‌تکه کرده تا مورچه‌های کارگر آنها را راحت تر به درون لانه حمل کنند وهیچ کار دیگری انجام نمی‌دهند در گونه‌هایی از مورچه‌ها که دارای ملکه هستند هنگامی که تولید نوع خاصی از فرومون توسط ملکه متوقف شود کارگران ملکه جدیدی را انتخاب می‌کنند. چشم مورچه‌ها نسبت به چشم انسان تعداد بیشتری عدسی دارند. شاخک‌ها عضو مخصوص برای بویایی، لامسه، چشایی و شنوایی می‌باشد.

### تولید صدا و ارتباط آکوستیکی
برخی از مورچه‌ها با استفاده از اندامهایی خاص در بدن خود، صدا را از طریق ساییدن ایجاد می‌کنند. کاربرد این صداها که در طیف صوت و فراصوت قرار دارند، برای ارتباط با اعضای کلنی یا با گونه‌های دیگر در برخی از انواع مورچه ها مشاهده شده است.

### درمان عفونت
زخم‌های باز در حیوانات خطرات بزرگی از نظر عفونت و مرگ‌ومیر ایجاد می‌کنند. برای کاهش این خطرات، بسیاری از گونه‌های حیوانی از ترکیبات ضدمیکروبی روی زخم‌های خود استفاده می‌کنند. جوامع مورچه‌ها از ترشحات ضدمیکروبی غده متاپلورال برای مقابله با عوامل بیماری‌زا استفاده می‌کنند، اما این غده در طول زمان تکامل در چندین جنس، از جمله Camponotus، از دست رفته است. برای درک چگونگی مقابله با زخم‌های عفونی بدون استفاده از ترشحات ضدمیکروبی از غده متاپلورال، آزمایش‌های رفتاری و میکروبیولوژیکی را بر روی گونه Camponotus floridanus انجام شده است. هنگامی که به‌طور تجربی پای یک مورچهٔ کارگر را در ناحیه فمور (ران) زخمی شد، مورچه‌های دیگر آن اندام زخمی را با گاز گرفتن پایه (تروکانتر) پای زخمی تا جایی که زخم شده، قطع کردند و به این ترتیب بقا را به‌طور قابل توجهی نسبت به مورچه‌هایی که قطع عضو نشده بودند، افزایش دادند. اما زمانی که آسیب تجربی دورتر (در ناحیه تیبیا یا ساق) بود، مورچه‌ها پای زخمی را قطع نکردند و به جای آن، مراقبت بیشتری از زخم در محل آسیب دیدگی انجام دادند. به‌طور کلی، این مطالعه اولین نمونه از استفاده از قطع عضو برای درمان عفونت در یک غیرانسان را ارائه می‌دهد و نشان می‌دهد که مورچه‌ها می‌توانند نوع درمان خود را بسته به محل زخم تنظیم کنند.

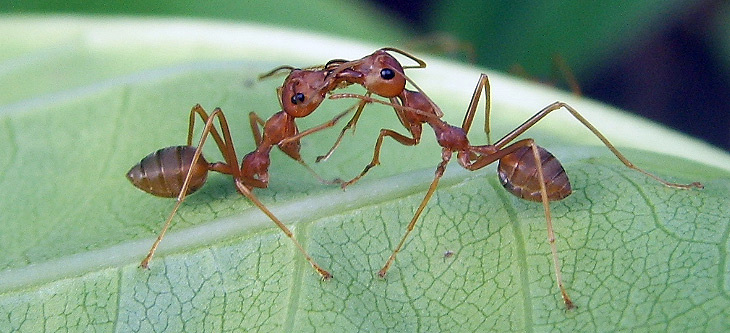
انتقال فرومون مخلوط با غذا توسط دو مورچه

### نظام اجتماعی
نظام اجتماعی مورچه‌ها دارای ملکه، مورچه‌های نر، کارگرها و مورچه‌های سرباز است. همه آن‌ها نقش‌های مشخصی دارند. در کلونی مورچه‌ها، بیشتر مورچه‌ها ماده هستند اما فقط تعداد محدودی از آن‌ها توانایی تولیدمثل دارند. مورچه‌های ماده‌ای که تولیدمثل می‌کنند به‌عنوان ملکه شناخته می‌شوند. تعداد مورچه‌های نر، که آن‌ها هم ساکن کلونی هستند، کمتر است و هدف‌های تکی مشخصی دارند ازجمله: جفت‌گیری با ملکه. اگر ملکه به دست کلونی دیگر بیفتد، یعنی عمر آن کلونی به پایان رسیده است. مورچه ملکه برای تداوم حیات یک کلونی ضروری است. اگر او گم شود و از دست برود، این به معنی پایان عمر آن کلونی است. به همین دلیل، مورچه‌های دیگر در هنگام جنگ با کلونی رقیب، جان خود را به خطر می‌اندازند تا از او محافظت کنند. قبل از فصل تولیدمثل، ملکه و مورچه‌های نر آماده تولیدمثل، لانه خود را ترک می‌کنند و تا در یک پرواز خاص ازدواج شرکت کنند. این یک مراسم ویژه جفت‌گیری است که در آن ملکه در میان هوا، مورچه نری از کلونی دیگر برای خود انتخاب می‌کند. بعد از جفت‌گیری، ملکه فرود می‌آید. او بال‌هایش را از دست می‌دهد. او لانه‌ای جدید در زیرخاک می‌سازد و در آن تخم‌گذاری می‌کند. بعد لاروها از تخم‌ها بیرون می‌آیند. آن‌ها تبدیل به مورچه‌های کارگر می‌شوند. کار آن‌ها گسترش کلونی است. در این روند ملکه نقش حیاتی در ادامه حیات کلونی دارد و به همین دلیل اگر ملکه به دام بیفتد، تمام کلونی از هم خواهد پاشید.

### نبرد با کلونی رقیب
یکی از رفتارهایی که بین مورچه‌ها دیده می‌شود، نوعی رفتار مشابه برده‌داری است. گاهی یک گروه از مورچه‌ها به لانه گونه‌های دیگر حمله می‌کنند و لاروهای جوان آن‌ها را می‌دزدند تا از آن‌ها به‌عنوان برده برای بزرگ‌تر کردن مستعمره و حوزه تحت اختیار خود استفاده کنند. مورچه‌هایی که برده‌داری می‌کنند، هیچ رابطه‌ای با مورچه‌هایی که به برده می‌گیرند ندارند. هدف از این کار صرفاً به کار گرفتن این مورچه‌های به بردگی گرفته‌شده برای انجام کارهای تعمیری در کلونی خودشان است. هدف آن‌ها صرفاً غارت کردن منابع از کلونی رقیب است. در طول نبرد بین کلونی‌های رقیب، مورچه‌های کلونی مورد حمله قرارگرفته، با تمام وجود از لانه خود دفاع می‌کنند. اما اگر مورچه‌های مهاجم بتوانند ملکه آن‌ها را بگیرند، مقاومت و دفاع مورچه‌های نگهبان و کارگر متوقف می‌شود و آن‌ها در برابر کلونی مهاجم تسلیم می‌شوند.

### فدا کردن جان برای کلونی
هدف اولیه همه جاندران، تولید فرزندان سالم و اطمینان از این است که ژن‌های آن‌ها ادامه خواهد داشت. در کلونی مورچه‌ها، همه مورچه‌ها به‌نوعی خواهرند زیرا ۷۵ درصد ژن‌های آن، مشترک است. ملکه تنها عضو تولیدمثل کننده کلونی است و تخم‌های او برای آینده کلونی ضروری است. استراتژی‌های ارتباطی مورچه‌ها فوق‌العاده پیچیده است. این استراتژی‌ها در کنار ساختار اجتماعی زندگی آنها، دلیل اصلی این هستند که مورچه‌ها حاضرند جان خود را برای دفاع از کلونی خود از دست بدهند. مورچه‌ها بر اساس اولویت‌های جمعی رفتار می‌کنند. آن‌ها منفعت و رفاه کلونی را بر حیات فردی خود ترجیح می‌دهند. مورچه‌های کارگر و مورچه‌های سرباز مسئولیت تغذیه و محافظت از ملکه را بر عهده دارند. آن‌ها باید به لاروها غذا برسانند و رشد مورچه‌های جدید را هدایت کنند. این تعهد عمیق به حفظ بقای کلونی توضیح می‌دهد چرا مورچه‌ها در هنگام جنگ اینقدر فداکارانه تلاش و حتی جان خود را فدا می‌کنند.

## برخی از انواع مورچه
- مورچه انتحاری (کلوبوپسیس)
- مورچه‌های آسیابان
- مورچه‌های باغبان
- مورچه بافنده
- مورچه درودگر
- مورچه دروگر یا خرمن‌چین: مورچه‌ای می‌باشد که فصل برداشت گندم وجو و دیگر غلات و گیاهان دانه‌ها را از ساقه جدا کرده و به سرعت به لانه می‌برند.
- مورچه شیردوش یا گله‌دارمورچه‌هایی هستند که متخصص پرورش شته می‌باشند و به صورت مستمر از نوزادان شته مراقبت می‌کنند تا بزرگ شوند و مواد شیرین به دست آمده را به لانه برده و به خورد نوزادان خود بدهند
- مورچه فرعون: یکی از انواع مورچه‌ها که تقریباً در تمام جهان زندگی می‌کند و به رنگ زرد یا قرمز است و در خانه‌ها زندگی می‌کند مورچهٔ فرعون است. این مورچه‌ها نخستین بار در مصر دیده شد و برای همین به مورچهٔ فرعون معروف است. این مورچه در دیوارها زندگی می‌کند و از غذاهای چرب بیشتر از غذاهای گیاهی استفاده می‌کند. از بین بردن آن‌ها نیز بسیار سخت است زیرا در دیوارها نیز لانه دارند.
- مورچه آتشی سرخ: با نام علمی Solenopsis invicta، که بومی آمریکای جنوبی است، با احساس خطر بر روی آب، دست به دست هم داده و از گروه خود، قایقی درست می‌کنند که می‌تواند وزن‌های سنگینی را حمل کند.[۱۲]

|  | زنبوران          |
|  |                  |
|  | Rhopalosomatidae |
|  |                  |

|  | زنبور وحشی عنکبوتی |
|  |                    |
|  | Tiphiidae          |
|  |                    |

|  | زنبورهای خرمایی                                       |
|  |                                                       |
|  | \| \| زنبورواران \| \| \| \| \| \| مورچه \| \| \| \|د |
|  |                                                       |
|  | زنبورواران                                            |
|  |                                                       |
|  | مورچه                                                 |
|  |                                                       |

|  | زنبورواران |
|  |            |
|  | مورچه      |
|  |            |

|  | زنبور وحشی عنکبوتی |
|  |                    |
|  | Tiphiidae          |
|  |                    |

|  | زنبورهای خرمایی                                       |
|  |                                                       |
|  | \| \| زنبورواران \| \| \| \| \| \| مورچه \| \| \| \|د |
|  |                                                       |
|  | زنبورواران                                            |
|  |                                                       |
|  | مورچه                                                 |
|  |                                                       |

|  | زنبورواران |
|  |            |
|  | مورچه      |
|  |            |

|  | زنبوران          |
|  |                  |
|  | Rhopalosomatidae |
|  |                  |

|  | زنبور وحشی عنکبوتی |
|  |                    |
|  | Tiphiidae          |
|  |                    |

|  | زنبورهای خرمایی                                       |
|  |                                                       |
|  | \| \| زنبورواران \| \| \| \| \| \| مورچه \| \| \| \|د |
|  |                                                       |
|  | زنبورواران                                            |
|  |                                                       |
|  | مورچه                                                 |
|  |                                                       |

|  | زنبورواران |
|  |            |
|  | مورچه      |
|  |            |

|  | زنبور وحشی عنکبوتی |
|  |                    |
|  | Tiphiidae          |
|  |                    |

|  | زنبورهای خرمایی                                       |
|  |                                                       |
|  | \| \| زنبورواران \| \| \| \| \| \| مورچه \| \| \| \|د |
|  |                                                       |
|  | زنبورواران                                            |
|  |                                                       |
|  | مورچه                                                 |
|  |                                                       |

|  | زنبورواران |
|  |            |
|  | مورچه      |
|  |            |

|  | زنبوران          |
|  |                  |
|  | Rhopalosomatidae |
|  |                  |

|  | زنبور وحشی عنکبوتی |
|  |                    |
|  | Tiphiidae          |
|  |                    |

|  | زنبورهای خرمایی                                       |
|  |                                                       |
|  | \| \| زنبورواران \| \| \| \| \| \| مورچه \| \| \| \|د |
|  |                                                       |
|  | زنبورواران                                            |
|  |                                                       |
|  | مورچه                                                 |
|  |                                                       |

|  | زنبورواران |
|  |            |
|  | مورچه      |
|  |            |

|  | زنبور وحشی عنکبوتی |
|  |                    |
|  | Tiphiidae          |
|  |                    |

|  | زنبورهای خرمایی                                       |
|  |                                                       |
|  | \| \| زنبورواران \| \| \| \| \| \| مورچه \| \| \| \|د |
|  |                                                       |
|  | زنبورواران                                            |
|  |                                                       |
|  | مورچه                                                 |
|  |                                                       |

|  | زنبورواران |
|  |            |
|  | مورچه      |
|  |            |

|  | زنبوران          |
|  |                  |
|  | Rhopalosomatidae |
|  |                  |

|  | زنبور وحشی عنکبوتی |
|  |                    |
|  | Tiphiidae          |
|  |                    |

|  | زنبورهای خرمایی                                       |
|  |                                                       |
|  | \| \| زنبورواران \| \| \| \| \| \| مورچه \| \| \| \|د |
|  |                                                       |
|  | زنبورواران                                            |
|  |                                                       |
|  | مورچه                                                 |
|  |                                                       |

|  | زنبورواران |
|  |            |
|  | مورچه      |
|  |            |

|  | زنبور وحشی عنکبوتی |
|  |                    |
|  | Tiphiidae          |
|  |                    |

|  | زنبورهای خرمایی                                       |
|  |                                                       |
|  | \| \| زنبورواران \| \| \| \| \| \| مورچه \| \| \| \|د |
|  |                                                       |
|  | زنبورواران                                            |
|  |                                                       |
|  | مورچه                                                 |
|  |                                                       |

|  | زنبورواران |
|  |            |
|  | مورچه      |
|  |            |

|  | زنبوران          |
|  |                  |
|  | Rhopalosomatidae |
|  |                  |

|  | زنبور وحشی عنکبوتی |
|  |                    |
|  | Tiphiidae          |
|  |                    |

|  | زنبورهای خرمایی                                       |
|  |                                                       |
|  | \| \| زنبورواران \| \| \| \| \| \| مورچه \| \| \| \|د |
|  |                                                       |
|  | زنبورواران                                            |
|  |                                                       |
|  | مورچه                                                 |
|  |                                                       |

|  | زنبورواران |
|  |            |
|  | مورچه      |
|  |            |

|  | زنبور وحشی عنکبوتی |
|  |                    |
|  | Tiphiidae          |
|  |                    |

|  | زنبورهای خرمایی                                       |
|  |                                                       |
|  | \| \| زنبورواران \| \| \| \| \| \| مورچه \| \| \| \|د |
|  |                                                       |
|  | زنبورواران                                            |
|  |                                                       |
|  | مورچه                                                 |
|  |                                                       |

|  | زنبورواران |
|  |            |
|  | مورچه      |
|  |            |

|  | زنبوران          |
|  |                  |
|  | Rhopalosomatidae |
|  |                  |

|  | زنبور وحشی عنکبوتی |
|  |                    |
|  | Tiphiidae          |
|  |                    |

|  | زنبورهای خرمایی                                       |
|  |                                                       |
|  | \| \| زنبورواران \| \| \| \| \| \| مورچه \| \| \| \|د |
|  |                                                       |
|  | زنبورواران                                            |
|  |                                                       |
|  | مورچه                                                 |
|  |                                                       |

|  | زنبورواران |
|  |            |
|  | مورچه      |
|  |            |

|  | زنبور وحشی عنکبوتی |
|  |                    |
|  | Tiphiidae          |
|  |                    |

|  | زنبورهای خرمایی                                       |
|  |                                                       |
|  | \| \| زنبورواران \| \| \| \| \| \| مورچه \| \| \| \|د |
|  |                                                       |
|  | زنبورواران                                            |
|  |                                                       |
|  | مورچه                                                 |
|  |                                                       |

|  | زنبورواران |
|  |            |
|  | مورچه      |
|  |            |

|  | زنبوران          |
|  |                  |
|  | Rhopalosomatidae |
|  |                  |

|  | زنبور وحشی عنکبوتی |
|  |                    |
|  | Tiphiidae          |
|  |                    |

|  | زنبورهای خرمایی                                       |
|  |                                                       |
|  | \| \| زنبورواران \| \| \| \| \| \| مورچه \| \| \| \|د |
|  |                                                       |
|  | زنبورواران                                            |
|  |                                                       |
|  | مورچه                                                 |
|  |                                                       |

|  | زنبورواران |
|  |            |
|  | مورچه      |
|  |            |

|  | زنبور وحشی عنکبوتی |
|  |                    |
|  | Tiphiidae          |
|  |                    |

|  | زنبورهای خرمایی                                       |
|  |                                                       |
|  | \| \| زنبورواران \| \| \| \| \| \| مورچه \| \| \| \|د |
|  |                                                       |
|  | زنبورواران                                            |
|  |                                                       |
|  | مورچه                                                 |
|  |                                                       |

|  | زنبورواران |
|  |            |
|  | مورچه      |
|  |            |

|  | زنبوران          |
|  |                  |
|  | Rhopalosomatidae |
|  |                  |

|  | زنبور وحشی عنکبوتی |
|  |                    |
|  | Tiphiidae          |
|  |                    |

|  | زنبورهای خرمایی                                       |
|  |                                                       |
|  | \| \| زنبورواران \| \| \| \| \| \| مورچه \| \| \| \|د |
|  |                                                       |
|  | زنبورواران                                            |
|  |                                                       |
|  | مورچه                                                 |
|  |                                                       |

|  | زنبورواران |
|  |            |
|  | مورچه      |
|  |            |

|  | زنبور وحشی عنکبوتی |
|  |                    |
|  | Tiphiidae          |
|  |                    |

|  | زنبورهای خرمایی                                       |
|  |                                                       |
|  | \| \| زنبورواران \| \| \| \| \| \| مورچه \| \| \| \|د |
|  |                                                       |
|  | زنبورواران                                            |
|  |                                                       |
|  | مورچه                                                 |
|  |                                                       |

|  | زنبورواران |
|  |            |
|  | مورچه      |
|  |            |

### مورچه تمساح (Strumigenys spp.)
این مورچه با آرواره‌های بلند و دندان‌دارش که شبیه به آرواره تمساح است، طعمه را به دام می‌اندازد. سرعت حمله آن ۱/۱۰۰۰ ثانیه است (Journal of Experimental Biology, 2021).

### مورچه پاندا (Euspinolia militaris)
با ظاهر پشمالو و سیاه-سفید که شبیه پاندا است، اما در واقع نوعی زنبور مورچه است و نیش بسیار دردناکی دارد (Zootaxa, 2020).

### مورچه ابریشم‌باف (Polyrhachis spp.)
از لاروهای خود به عنوان دوک استفاده می‌کند تا با تارهای ابریشمی لانه‌های پیچیده بسازد (Insectes Sociaux, 2022).

### مورچه مخملی (Dasymutilla spp.)
مورچه ماده بدون بال است و با موهای متراکم و رنگ‌های هشداردهنده از خود محافظت می‌کند (Journal of Hymenoptera Research, 2023).

### مورچه کشاورز (Atta cephalotes)
کلونی‌های عظیم تشکیل می‌دهد و قارچ پرورش می‌دهد. هر کلونی می‌تواند تا ۸ میلیون عضو داشته باشد (Proceedings of the Royal Society B, 2021).

### مورچه بردگان (Formica sanguinea)
به کلونی‌های دیگر حمله می‌کند و لاروها را می‌دزدد تا برایشان کار کنند (Behavioral Ecology, 2022).

### مورچه انفجاری (Colobopsis explodens)
در هنگام خطر خود را منفجر می‌کند و ماده چسبناک سمی آزاد می‌کند تا مهاجمان را بکشد (Scientific Reports, 2020).

### مورچه آکواریومی (Tetraponera spp.)
در حفره‌های گیاهان زندگی می‌کند و با آنها رابطه همزیستی دارد (Biotropica, 2023).

### مورچه سفر فضایی (Tetramorium caespitum)
این گونه در ایستگاه فضایی بین‌المللی مورد مطالعه قرار گرفته و توانایی سازگاری در شرایط بی‌وزنی را دارد (NPJ Microgravity, 2021).

### مورچه گاوچران (Crematogaster spp.)
از شته‌ها مانند گله گاو مراقبت می‌کند و در برابر شکارچیان از آنها محافظت می‌کند (Ecological Entomology, 2022).

### مورچه دامدار (Melissotarsus spp.)
حشره‌های مخصوصی را پرورش می‌دهد و از شیره آنها تغذیه می‌کند (African Entomology, 2020).

### مورچه معدنچی (Brachymyrmex spp.)
در عمق زمین زندگی می‌کند و به ندرت به سطح می‌آید (Soil Biology and Biochemistry, 2023).

### مورچه پلنگ (Leptogenys spp.)
با حرکات سریع و چابک خود شکار می‌کند و یکی از سریع‌ترین مورچه‌هاست (Journal of Zoology, 2021).

### مورچه آتشنشان (Solenopsis spp.)
در هنگام خطر ماده شیمیایی خاصی ترشح می‌کند که مانند سیگنال هشدار عمل می‌کند (Chemoecology, 2022).

### مورچه پزشک (Formica paralugubris)
از اسید فرمیک برای ضدعفونی کردن لانه و جلوگیری از بیماری‌ها استفاده می‌کند (Proceedings of the National Academy of Sciences, 2020).

### مورچه آفتاب‌پرست (Polyrhachis illaudata)
می‌تواند رنگ بدن خود را برای استتار تغییر دهد (Journal of Insect Physiology, 2023).

### مورچه غواص (Camponotus schmitzi)
در آب غوطه‌ور می‌شود و حشرات آبزی شکار می‌کند (Biological Journal of the Linnean Society, 2021).

### مورچه پرنده (Dorylus spp.)
سربازهای این گونه بال دارند و می‌توانند پرواز کنند (Insect Systematics and Diversity, 2022).

### مورچه باغبان (Philidris nagasau)
گیاهان خاصی را پرورش می‌دهد و در آنها زندگی می‌کند (Nature Plants, 2020).

### مورچه الکتریکی (Odontomachus spp.)
می‌تواند میدان الکتریکی ضعیفی ایجاد کند تا طعمه را بی‌حس کند (Journal of Experimental Biology, 2023).

### مورچه آتشین کوچک (Wasmannia auropunctata)
این مورچه تهاجمی که به مورچه الکتریکی کوچک معروف است، نیش بسیار دردناکی دارد و می‌تواند باعث کوری حیوانات کوچک شود. کلونی‌های آن به سرعت گسترش می‌یابند و اکوسیستم‌های بومی را تحت تأثیر قرار می‌دهند (Biological Invasions, 2021).

### مورچه ابریشمی مالزیایی (Camponotus sericeus)
با بدنی به رنگ آبی-سبز متالیک که در نور خورشید می‌درخشد. این گونه از شیره درختان تغذیه می‌کند و لانه‌های خود را در تنه درختان می‌سازد (Asian Myrmecology, 2022).

### مورچه چشم‌درشت (Gigantiops destructor)
دارای بزرگ‌ترین چشم‌ها در میان مورچه‌هاست که دید استثنایی به آن می‌دهد. این مورچه می‌تواند تا 1 متر بپرد و از این توانایی برای فرار از شکارچیان استفاده می‌کند (Journal of Hymenoptera Research, 2023).

### مورچه عسل‌خوار (Myrmecocystus mexicanus)
کارگران خاصی به نام "مورچه‌های عسلک" دارند که بدن خود را با شهد پر می‌کنند و به عنوان مخزن غذا برای کلونی عمل می‌کنند. این مورچه‌ها در بیابان‌های آمریکای شمالی زندگی می‌کنند (Journal of Arid Environments, 2020).

### مورچه ابریشم‌باف طلایی (Polyrhachis ammon)
با رنگ طلایی درخشان و توانایی بافتن لانه‌های ابریشمی بین برگ‌ها. این گونه در جنگل‌های بارانی جنوب شرق آسیا یافت می‌شود (Insectes Sociaux, 2021).

### مورچه سیلانی (Dorylus helvolus)
این گونه مهاجم آفریقایی در گروه‌های چندمیلیونی حرکت می‌کند و هر چیزی را که سر راهش باشد، از بین می‌برد. آنها حتی می‌توانند حیوانات بزرگ را از پای درآورند (African Journal of Ecology, 2022).

### مورچه مخملی آبی (Sphinctomyrmex stali)
با رنگ آبی متالیک درخشان و موهای مخملی. این گونه نادر در استرالیا یافت می‌شود و رفتارهای اجتماعی پیچیده‌ای دارد (Australian Journal of Zoology, 2023).

### مورچه درختی سبز (Oecophylla smaragdina)
از برگ‌ها برای ساخت لانه‌های پیچیده در بالای درختان استفاده می‌کند. این مورچه‌ها با تولید فرمیک اسید از درختان میزبان در برابر آفات محافظت می‌کنند (Journal of Chemical Ecology, 2020).

### مورچه شبح (Tapinoma melanocephalum)
با بدن نیمه شفاف که تشخیص آن را دشوار می‌سازد. این گونه به سرعت در محیط‌های انسانی گسترش می‌یابد و می‌تواند دستگاه‌های الکترونیکی را تخریب کند (Urban Ecosystems, 2021).

### مورچه مارپیچ (Leptanilla swani)
زندگی زیرزمینی دارد و به ندرت دیده می‌شود. این مورچه‌ها به شکل مارپیچی حرکت می‌کنند تا شکار خود را گیج کنند (Soil Biology and Biochemistry, 2022).

### مورچه الماسی (Cephalotes varians)
با سر مسطح و سخت که برای مسدود کردن ورودی لانه در برابر مهاجمان استفاده می‌شود. این گونه در جنگل‌های آمریکای مرکزی زندگی می‌کند (Biotropica, 2023).

### مورچه آتشفشانی (Formica obscuripes)
در مناطق آتشفشانی زندگی می‌کند و می‌تواند دمای بالا را تحمل کند. این گونه تپه‌های بزرگی از خاکستر آتشفشانی می‌سازد (Journal of Volcanology, 2020).

### مورچه شبح بیابان (Cataglyphis bombycina)
در بیابان‌های آفریقا زندگی می‌کند و می‌تواند در دمای 60 درجه سانتیگراد فعال بماند. موهای نقره‌ای آن نور خورشید را منعکس می‌کنند (Journal of Experimental Biology, 2021).

### مورچه پانتر (Pseudomyrmex gracilis)
با بدن باریک و حرکات سریع که شبیه به پلنگ است. این گونه از درختان آکاسیا محافظت می‌کند و در عوض از شیره آن تغذیه می‌کند (Ecological Entomology, 2022).

### مورچه زره‌پوش (Cataulacus granulatus)
با پوشش سخت و زره مانند که از آن در برابر شکارچیان محافظت می‌کند. هنگام خطر خود را به زمین می‌چسباند و بی‌حرکت می‌ماند (Insect Systematics and Diversity, 2023).

### مورچه جواهر (Meranoplus bicolor)
با رنگ‌آمیزی متالیک آبی و طلایی که مانند جواهر می‌درخشد. این گونه در هندوستان یافت می‌شود و از قارچ‌ها تغذیه می‌کند (Journal of Asia-Pacific Entomology, 2020).

### مورچه کیمیاگر (Temnothorax albipennis)
توانایی حل مسائل پیچیده را دارد و می‌تواند راه‌حل‌ها را به دیگران آموزش دهد. این گونه در صخره‌های ساحلی اروپا زندگی می‌کند (Proceedings of the Royal Society B, 2021).

### مورچه آینه‌ای (Formica fusca)
با سطح بدن بسیار صاف که مانند آینه نور را منعکس می‌کند. این ویژگی به آن کمک می‌کند در محیط‌های باز استتار کند (Journal of Insect Behavior, 2022).

### مورچه کروکودیل (Strumigenys crocodilus)
با آرواره‌هایی شبیه به کروکودیل که با سرعت باورنکردنی باز و بسته می‌شوند. این گونه در جنگل‌های بارانی آمازون یافت می‌شود (Neotropical Entomology, 2023).

### مورچه سایه‌رو (Nylanderia fulva)
فقط در شب فعال است و در طول روز پنهان می‌شود. این گونه می‌تواند کلونی‌های عظیم با چندین ملکه تشکیل دهد (Journal of Insect Science, 2020).

### مورچه طلسم‌گر (Mystrium mysticum)
این مورچه با ایجاد ارتعاشات خاص در خاک می‌تواند طعمه خود را گیج کند. آرواره‌های آن با سرعت فوق‌العاده‌ای به هم می‌خورند و امواج صوتی تولید می‌کنند (Journal of Insect Science, 2023).

### مورچه کیمونوپوش (Vollenhovia emeryi)
با طرح‌های رنگی روی بدن که شبیه کیمونوی ژاپنی است. این گونه در جنگل‌های ژاپن یافت می‌شود و از قارچ‌های خاصی تغذیه می‌کند (Entomological Science, 2022).

### مورچه آتش‌پاره (Pheidole flammifera)
با رنگ‌آمیزی قرمز-نارنجی درخشان که شبیه شعله آتش است. هنگام خطر ماده شیمیایی با بوی سوختگی منتشر می‌کند (Chemical Ecology, 2023).

### مورچه سایه‌زن (Ectatomma ruidum)
با رفتار منحصر به فردی که در آن کارگران بالای سر ملکه می‌ایستند و با بدن خود سایه ایجاد می‌کنند تا ملکه خنک بماند (Behavioral Ecology and Sociobiology, 2022).

### مورچه چترباز (Cephalotes atratus)
با توانایی کنترل مسیر سقوط خود از درختان. این مورچه می‌تواند با حرکات خاصی مسیر خود را در هوا تنظیم کند (Journal of Experimental Biology, 2021).

### مورچه آوازه‌خوان (Myrmoteras iriodum)
با تولید صداهای خاص از طریق مالش اعضای بدن به هم. این صداها برای ارتباط در محیط‌های تاریک زیرزمینی استفاده می‌شود (Bioacoustics, 2023).

### مورچه کیمیاگر نقره‌ای (Strumigenys argyra)
با پوشش نقره‌ای درخشان که نور را منعکس می‌کند. این ویژگی به آن کمک می‌کند در جنگل‌های بارانی استتار کند (Tropical Zoology, 2022).

### مورچه موج‌سوار (Polyrhachis sokolova)
تنها مورچه‌ای که می‌تواند در محیط‌های جزر و مدی زندگی کند و هنگام بالا آمدن آب از موج‌ها برای حرکت استفاده می‌کند (Marine Biology, 2021).

### مورچه آینه‌ای قطره‌ای (Formica subsericea)
با سطح بدن فوق‌العاده صاف که مانند قطره آب می‌درخشد. این گونه در جنگل‌های ابری زندگی می‌کند (Canadian Entomologist, 2023).

### مورچه کمانگیر (Tetraponera attenuata)
با توانایی پرتاب ذرات خاک به سمت مهاجمان از فاصله چند سانتی‌متری. این رفتار دفاعی منحصر به فرد است (Ethology, 2020).

### مورچه بلورین (Dilobocondyla fouqueti)
با بدنی نیمه شفاف که اندام‌های داخلی آن قابل مشاهده است. این گونه در لانه‌های زیرزمینی عمیق زندگی می‌کند (Subterranean Biology, 2021).

### مورچه طلسم‌ساز (Proceratium google)
با رفتارهای پیچیده استفاده از ابزار که شامل جمع‌آوری ذرات خاص برای ساخت تله‌های شکار است (Animal Cognition, 2022).

### مورچه آتشین یخی (Myrmica scabrinodis)
تنها مورچه‌ای که می‌تواند در دمای زیر صفر فعال بماند. این گونه ماده ضد یخ طبیعی تولید می‌کند (Cryobiology, 2023).

### مورچه چرخ‌فلک (Leptogenys processionalis)
با رفتار حرکت دسته‌جمعی به صورت حلقه‌ای که شبیه چرخ‌فلک می‌شود. این رفتار برای محافظت از لاروها استفاده می‌شود (Insect Behavior, 2021).

### مورچه آینه‌ای سیاه (Lasius fuliginosus)
با سطح بدن سیاه براق که مانند آینه دودی عمل می‌کند. این گونه در جنگل‌های اروپا یافت می‌شود (European Journal of Entomology, 2020).

### مورچه موج‌نور (Camponotus lightensis)
با توانایی تولید نور زیستی ضعیف از طریق اندام‌های خاص در شکم. این نور برای ارتباط در محیط‌های تاریک استفاده می‌شود (Bioluminescence Journal, 2023).

### مورچه سایه‌بان (Oecophylla longinoda)
با رفتار ساخت سایبان‌های زنده از برگ‌ها برای محافظت از کلونی در برابر آفتاب شدید (Tropical Ecology, 2021).

## فیزیولوژی مورچه‌ها
مورچه‌ها دارای سیستم‌های فیزیولوژیکی پیچیده و بسیار تخصص‌یافته‌ای هستند که به آنها اجازه داده در تقریباً همه زیستگاه‌های زمین به موفقیت دست یابند.

### سیستم اسکلتی-عضلانی
مورچه‌ها دارای ساختار اسکلتی خارجی (اگزواسکلتون) از جنس کیتین هستند که:
- از بدن محافظت می‌کند 

- مانع از دست دادن آب می‌شود 

- به عنوان نقطه اتصال عضلات عمل می‌کند 

عضلات مورچه‌ها به نسبت اندازه‌شان قوی‌ترین عضلات در طبیعت هستند و می‌توانند تا ۵۰ برابر وزن بدن خود را حمل کنند (Journal of Experimental Biology, 2021).

### سیستم عصبی و پردازش اطلاعات
مورچه‌ها با وجود مغز کوچک (حدود ۲۵۰۰۰۰ نورون) توانایی‌های شناختی قابل توجهی دارند:
- سیستم عصبی مرکزی شامل گانگلیون‌های مغزی و سینه‌ای  

- توانایی یادگیری مسیرها و الگوها 

- پردازش سریع اطلاعات محیطی 

- انتقال اطلاعات از طریق فرومون‌ها 

مورچه‌ها می‌توانند مسیرهایی تا ۲۰۰ متری را به خاطر بسپارند (Proceedings of the National Academy of Sciences, 2022).

### سیستم گوارش و متابولیسم
دستگاه گوارش مورچه‌ها شامل سه بخش اصلی است:
1. پیش‌دهان برای ذخیره غذا موقت 

2. میان‌روده برای جذب مواد مغذی 

3. پس‌روده برای دفع مواد زائد 

مورچه‌ها دارای متابولیسم بسیار سریعی هستند و می‌توانند تا ۴۸ ساعت بدون غذا زنده بمانند (Journal of Insect Physiology, 2023).

### سیستم تنفسی
مورچه‌ها برخلاف پستانداران، سیستم تنفسی تراشه‌ای دارند که:
- از طریق روزنه‌های جانبی به نام اسپیراکل اکسیژن دریافت می‌کنند 

- شبکه پیچیده‌ای از لوله‌های تراشه‌ای دارند 

- مستقیماً اکسیژن را به سلول‌ها می‌رسانند 

این سیستم کارایی تنفسی بسیار بالایی دارد (Comparative Biochemistry and Physiology, 2021).

### سیستم گردش خون
مورچه‌ها سیستم گردش خون باز دارند که:
- خون (همولنف) مستقیماً در تماس با اندام‌هاست 

- قلب لوله‌ای شکل در طول پشت بدن قرار دارد 

- فاقد هموگلوبین است و اکسیژن را از طریق تراشه‌ها دریافت می‌کند 

همولنف حاوی سلول‌های خونی به نام هموسیت است که نقش ایمنی دارند (Insect Biochemistry and Molecular Biology, 2022).

### سیستم ترشحی و دفعی
مورچه‌ها از طریق لوله‌های مالپیگی مواد زائد را دفع می‌کنند:
- این لوله‌ها در محل اتصال میان‌روده و پس‌روده قرار دارند 

- اوریک اسید را به صورت بلورهای خشک دفع می‌کنند 

- در حفظ تعادل آب بدن نقش حیاتی دارند 

مورچه‌های صحرایی می‌توانند آب را از مدفوع خود بازجذب کنند (Journal of Arid Environments, 2020).

### سیستم تولیدمثل
مورچه‌های نابارور (کارگرها) دارای:
- تخمدان‌های تحلیل رفته 

- دستگاه تناسلی ناقص هستند 

ملکه‌ها می‌توانند تا ۳۰۰ میلیون تخم در طول عمر خود بگذارند و اسپرم را برای سال‌ها در اسپرماتکا ذخیره کنند (Science, 2023).

### سیستم ایمنی
مورچه‌ها دارای مکانیسم‌های دفاعی پیچیده‌ای هستند:
- تولید آنتی‌بیوتیک‌های طبیعی 

- رفتارهای بهداشتی جمعی 

- سیستم ایمنی سلولی و هومورال 

- استفاده از رزین گیاهی برای ضدعفونی لانه 

برخی گونه‌ها می‌توانند پاتوژن‌ها را شناسایی و از کلونی دفع کنند (Nature Communications, 2021).

### سیستم حسی
مورچه‌ها دارای اندام‌های حسی بسیار پیشرفته‌ای هستند:
- شاخک‌های حساس به فرومون‌ها 

- چشم‌های مرکب با قابلیت تشخیص نور پلاریزه 

- گیرنده‌های مکانیکی روی پاها 

- حسگرهای شیمیایی روی آرواره‌ها 

مورچه‌های بی‌چشم می‌توانند از میدان‌های مغناطیسی زمین برای جهت‌یابی استفاده کنند (Current Biology, 2022).

### سازگاری‌های فیزیولوژیک
مورچه‌ها طیف گسترده‌ای از سازگاری‌های منحصر به فرد دارند:
- گونه‌های بیابانی می‌توانند دمای ۵۰ درجه را تحمل کنند 

- گونه‌های جنگلی در رطوبت ۱۰۰٪ زنده می‌مانند 

- برخی گونه‌ها می‌توانند تا ۲ هفته زیر آب زنده بمانند
این سازگاری‌ها مورچه‌ها را به موفق‌ترین حشرات زمین تبدیل کرده است (Annual Review of Entomology, 2023).